# Renaud Verreydt
Renaud Verreydt (né le 18 septembre 1959) est un pilote de rallye automobile belge originaire de Nandrin. 
Renaud Verreydt est l'un des seuls pilotes ayant remporté les trois grands rallyes belges : 
- Les Boucles de Spa (3 victoires : en 1992 sur Toyota Celica 4 WD avec Georges Biar, en 1997 sur Toyota Celica GT-Four avec Jean-Manuel Jamar et en 2000 sur Seat Cordoba WRC avec Jean-François Elst);
- Ypres (1 fois au palmarès : en 1995 sur Toyota Celica GT-Four avec Jean-Manuel Jamar);
- le Condroz (2 succès : en 1995 sur Toyota Celica GT-Four avec Jean-Manuel Jamar et en 1998 sur Subaru Impreza WRC avec Jean-François Elst).

Il a remporté également le Bianchi Rally (Championnat Div.2 à l'époque) en 1990 sur Toyota Celica 4 WD avec Jean-Manuel Jamar.
Durant de nombreuses années, il a roulé sur une BMW M3 e30 (Gr. A) qui a totalement brûlé à la suite d'un accident lors du Rallye du Condroz 2013. 
Il a effectué son retour lors des Legend Boucles (à Bastogne) en 2016 sur Ford Escort RS MKII.